# Michael Hurley

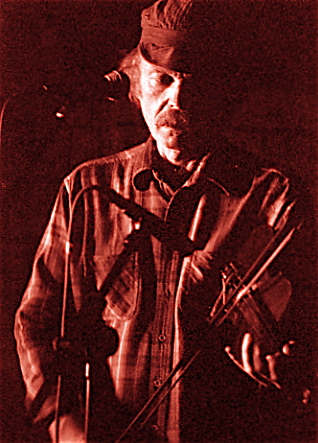
Michael Hurley, 2006

Michael Hurley (* 20. Dezember 1941 in Bucks County, Pennsylvania; † 1. April 2025 in Oregon) war ein US-amerikanischer Musiker, Singer-Songwriter, Cartoonist und Maler. Seine Musik wird häufig als „Outsider-Folk“ beschrieben. Michael Hurley war für seine skurrilen, warmherzigen und schlichten Lieder bekannt, die er oft in einer Lo-Fi-Ästhetik vortrug. Er inspirierte Künstler wie Cat Power, Will Oldham und Lucinda Williams bis hin zu Roots-Rockern wie Deer Tick. Der Zündfunk-Moderator Thomas Meinecke sagte über ihn, er ist „… der anrührendste Sänger der Welt.“

## Leben
Durch die Arbeit seines Vaters als Musikproduzent kam Michael Hurley als Kind nach Florida und Kalifornien, bevor er sich wieder in Pennsylvania niederließ. Bereits in jungen Jahren wirkte er an Rhythm-and-Blues-, Blues- und Rock-’n’-Roll-Platten mit. Schon früh begann Hurley, seine eigenen Songs zu schreiben.
Im Teenager-Alter begann Hurley per Anhalter durch das Land zu reisen, bis er schließlich in Greenwich Village landete. Im Alter von 22 Jahren nahm er sein Debütalbum First Songs auf, das 1964 von Smithsonian Folkways veröffentlicht wurde.
Nach der Veröffentlichung des Albums wurde Hurley jedoch Vater und Ehemann und arbeitete die nächsten sechs Jahre in zahlreichen Gelegenheitsjobs. Er war in seiner eigenen Erzählung „Platzwart. Maschinenführer. Gießereiarbeiter. Mitarbeiter in einer Keksbäckerei. Arbeiter in einer Kardenfabrik. Schuhmodellbauer. Mokassinhersteller. Zimmermann. Apfelpflücker. Tipi-Bauer. Allgemeiner Helfer im Lebensmittelgeschäft, der mit einem Besen umgehen konnte und Regale auffüllen und Kielbasa-Würste herstellen konnte. Modell für Künstler an der Philadelphia Academy of Fine Art. Verkäufer von heißen Brezeln auf den Straßen von Boston. Hausmeister im Krankenhaus. Hausmeister im Paris Cinema Boyleston St, Boston.“
Hurleys zweite Veröffentlichung Armchair Boogie erschien 1971 bereits auf dem Major-Label Warner Bros. Entertainment. Darauf waren Songs enthalten, die zu Meilensteinen in seinem Katalog werden sollten, wie Be Kind to Me und Sweedeedee. Der Rolling Stone schrieb darüber: „Michael Hurley ist entweder ein Genie oder er ist verrückt. Ich vermute, er ist beides.“
Einige Jahre später wirkte Hurley an dem Album Have Moicy der Holy Modal Rounders mit, das Kultstatus erlangen sollte.
Danach zog sich Hurley weitgehend aus der Musikindustrie zurück, hörte aber nie auf, Musik zu machen. In den 1980er Jahren gründete er sein eigenes Label, Bellemeade Phonics, über das er seine eigenen Platten veröffentlichte. Seit den 2000er Jahren begann eine Reihe von Indie-Labels, seine Musik zu veröffentlichen.
Michael Hurley blieb bis an sein Lebensende als Musiker, Cartoonist und Maler aktiv. Sein letztes Album mit ausschließlich neuem Material mit dem Titel The Time of the Foxgloves erschien 2021.
Als er 2021 gebeten wurde, seine absoluten Lieblingsalben zu nennen, sagte er stattdessen: „Ich mag originelle Musik.“ […] „Ich höre gerne Menschen zu, die sich selbst spielen. Nicht jemand anderen oder jemanden, der sie glauben, sein zu sollen. Ich mag die ungeschminkte Wahrheit. Ich feiere gerne die Heiterkeit des Lebens. Das ganze Paket. Den Boogie Woogie. Den Bebop und den Blues sowie die Volksmusik aller Nationen.“
Hurley gab verschiedene Zeitschriften im Selbstverlag heraus mit Titeln wie The Underground Monthly, The Outcry und The Morning Tea. Außerdem veröffentlichte er mehrere Comicbücher.
Er nannte sich selbst u. a. „Elwood Snock“, „Doc Snock“, „Snockman“ oder „Snock“. Die meisten Illustrationen für seine eigenen Alben gestaltete er selbst, oft zeigen sie die beiden Cartoon-Werwölfe Jocko und Boone, die auf Hunden basieren, die Hurleys Familie besaß, als er ein Kind war.

## Diskografie
- First Songs (1964) (Folkways)
- Armchair Boogie (1971) (Raccoon/Warner Bros.)
- Hi Fi Snock Uptown (1972) (Raccoon/Warner Bros.)
- Have Moicy! (1975) (Rounder)
- Long Journey  (1976) (Rounder)
- Snockgrass (1980) (Rounder)
- Blue Navigator (1984) (Rooster)
- Watertower (1988) (Fundamental)
- Land Of Lofi And Redbirds (1988) (Bellemeade Phonics)
- Excrusiasion '86 (1988) (Bellemeade Phonics)
- Growlin' Bo Bo (1991) (Bellemeade Phonics)
- The Woodbill Brothers (1992) (Bellemeade Phonics)
- Wolfways (1994) (Veracity)
- Parsnip Snips (1996) (Bellemeade Phonics)
- Bellemeade Sessions (1997) (Blue Navigator)
- Weatherhole (1999) (Field Recording Co.)
- Live in Edinburgh (1999) (self-released CDr)
- Blueberry Wine (rerelease of 'First Songs' with new artwork) (2001) (Locust Music)
- Sweetkorn (2002) (Trikont/Bellemeade Phonics)
- Down in Dublin (2005) (Blue Navigator)
- Ancestral Swamp (2007) (Gnomonsong)
- Ida Con Snock (2009) (Gnomonsong)
- Blue Hills (2010) (Mississippi Records)
- First Songs (LP rerelease on Smithsonian, 2010)
- Wildegeeses/South in Virginia 7" (Mississippi Records)
- Back Home With Drifting Woods (Mississippi Records/Nero's Neptune Records split release)
- Fatboy Spring (Mississippi Records)
- Land of LoFi (2013) (Mississippi Records)
- Bad Mr. Mike (2016) (Mississippi Records)
- Redbirds at Folk City (2017) (Feeding Tube Records)
- Living Ljubljana (2018) (Feeding Tube Records)
- The Time of the Foxgloves (2021) (No Quarter)